# Bronnițî
Bronnițî (ru. Бро́нницы) este un oraș din Regiunea Moscova, Federația Rusă și are o populație de 18.232 locuitori.